# Jbarna
Jbarna  (in arabo اجبارنة‎?) è un centro abitato e comune rurale del Marocco situato nella provincia di Taza, regione di Fès-Meknès. Conta una popolazione di 2 730 abitanti (censimento 2014).